# Lorcières
Lorcières (okzitanisch: Lorceira) ist ein zentralfranzösischer Ort und eine Gemeinde mit 163 Einwohnern (Stand: 1. Januar 2022) im Département Cantal in der Region Auvergne-Rhône-Alpes (vor 2016: Auvergne). Die Gemeinde gehört zum Arrondissement Saint-Flour und zum Kanton Neuvéglise-sur-Truyère.

## Lage
Lorcières liegt etwa 16 Kilometer ostsüdöstlich von Saint-Flour. Umgeben wird Lorcières von den Nachbargemeinden Clavières im Norden und Osten, Julianges im Osten und Süden, Chaulhac im Süden sowie Chaliers im Westen.

## Bevölkerungsentwicklung
| Jahr                       | 1962 | 1966 | 1975 | 1982 | 1990 | 1999 | 2006 | 2019 |
| Einwohner                  | 385  | 330  | 271  | 259  | 263  | 222  | 208  | 171  |
| Quellen: Cassini und INSEE |      |      |      |      |      |      |      |      |

## Sehenswürdigkeiten

Kirche Saint-Sébastien

- Kirche Saint-Sébastien